# Tachat
| t&A | N28 · t | B7 |

| t&A | N28 · t | B7 |

Tachat byla egyptská princezna a královna 19. dynastie, matka Tausret a uzurpujícího faraona Amenmesse.
Není toho o ní moc známo. Byla matka Amenmessa. Nosila tituly Králova dcera a Králova žena. Mohla být totožná s Tachat, dcerou Ramesse II. Mohla být tedy tetou Setiho II., ale protože byla mezi nejmladšími dětmi Ramesse II., je velmi pravděpodobné, že byla stejného věku nebo dokonce mladší než Seti II. Její manžel byl Merenptah, nebo Sethi II.
Pravděpodobně byla pohřbena v Amenmesseově hrobce KV10 v Údolí králů.